# Yonah (мікропроцесор)
Yonah (укр. Йона, у перекладі з івриту "голуб", відповідає біблійному Іоні) – кодове ім'я ядра мікропроцесорів Intel першого покоління, що виготовлялися за техпроцесом 65 нм з 2006 по 2008 рік і були призначені до застосування у мобільних комп'ютерах. В основу Yonah було покладено ядро Banias/Dothan з мікроархітектурою Pentium M. Продуктивність виконання SIMD-інструкцій було підвищено через додавання набору інструкцій SSE3, а також шляхом покращення реалізації вже існуючих наборів SSE та SSE2. Разом з тим, продуктивність цілочисельних обчислень дещо знизилася через збільшену латентність кеш-пам'яті. Додатково, в ядрі Yonah було реалізовано підтримку антивірусної технології безпеки NX bit.

## Бренди
Під брендом Intel Core Duo випускалися двоядерні процесори з низьким енергоспоживанням (менше 25 Вт), які при роботі вимагали меншої потужності ніж конкуруючі процесори AMD Opteron 260 та 860 HE (55 Вт). Core Duo був випущений 5 січня 2006 року разом з іншими компонентами обчислювальної платформи Napa (Centrino). Це був перший процесор компанії Intel що почав застосовуватися у комп'ютерах Apple Macintosh (разом з тим, робочі станції "Apple Developer Transition Kit", що не призначені для виробництва, а лише постачаються деяким розробникам, використовували процесори Pentium 4).
Intel Core Duo підтримують технологію віртуалізації Intel VT-x, за винятком моделі T2300E та моделей T2050, T2150 і T2250, призначених для OEM постачальників. Процесори Intel Pentium Dual-Core такої функції не мають. Однак, деякі постачальники (включаючи Hewlett-Packard) вимикали цю функцію, а інші робили її доступною через опцію у BIOS.
Існувало два варіанти ядра Yonah і одна його модифікація, що не носила бренд "Intel Core". Перший варіант складався з двох ядер і мав назву Yonah-DC (також відомий як Yonah-2P та Yonah-2D). Такі процесори із кешем L2 розміром 2 Мб було випущено під брендом Core Duo, тоді як версії з кешем L2 1 Мб випускалися під брендом Pentium Dual-Core у вигляді мобільних процесорів моделей T2060, T2080 та T2130. Другий варіант Yonah мав лише одне ядро і називався Yonah-SC (або Yonah-1P). Він випускався під брендом Core Solo. Також існувала одноядерна версія Yonah із кешем L2, зменшеним до 1 Мб. Її було випущено під брендом Celeron у вигляді процесорів серії М400, які в цілому були дуже подібні до Core Solo, за винятком того, що мали не тільки зменшений кеш L2, але також не підтримували технології SpeedStep та Intel VT-x.
Двоядерна (серверна) модифікація із кодовим ім'ям Sossaman була випущена 14 березня 2006 року під брендом Xeon LV (low-voltage, укр. – низька напруга). Ядро Sossaman відрізнялося від Yonah лише наявністю підтримки двосокетних конфігурацій (2 процесора – відповідно 4 ядра на платі, подібно до AMD Quad FX) та реалізацією 36-бітної адресації пам'яті (PAE режиму).
Інструкції Intel 64 (реалізація AMD64) ядром Yonah не підтримуються. Але їх було реалізовано у наступному поколінні процесорів під брендом Intel Core 2, в тому числі у мобільному варіанті Core 2 під кодовим ім'ям Merom.

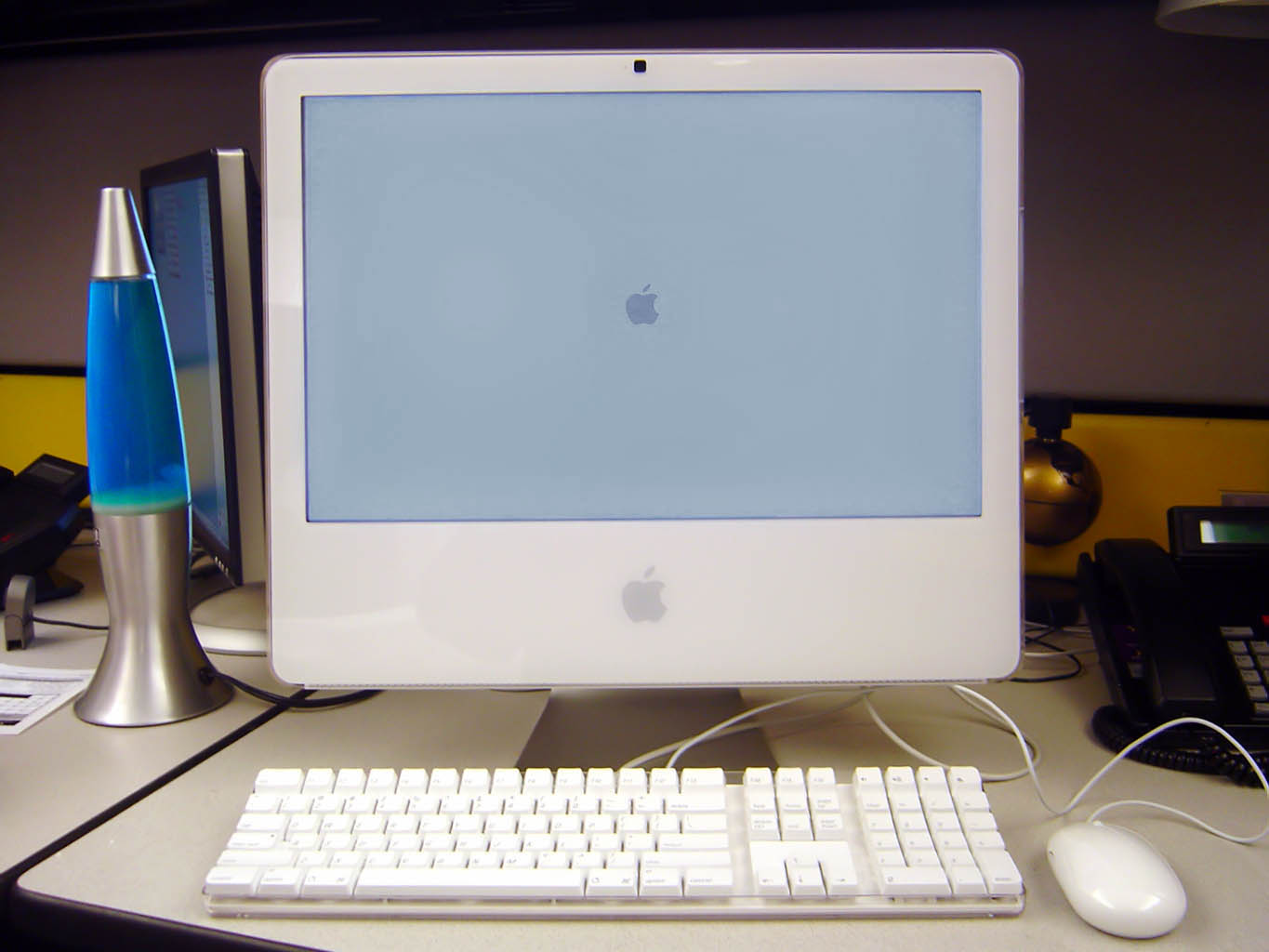
Настільний комп'ютер Apple iMac 20"
із процесором Intel Core Duo.

| Бренд             | Моделі (список) | Ядра | кеш L2  | TDP      |
| ----------------- | --------------- | ---- | ------- | -------- |
| Core Duo          | T2xxx           | 2    | 2 МіБ   | 31 Вт    |
| Core Duo          | L2xxx           | 2    | 2 МіБ   | 15 Вт    |
| Core Duo          | U2xxx           | 2    | 2 МіБ   | 9 Вт     |
| Core Solo         | T1xxx           | 1    | 2 МіБ   | 27-31 Вт |
| Core Solo         | U1xxx           | 1    | 2 МіБ   | 5,5-6 Вт |
| Pentium Dual-Core | T2xxx           | 2    | 1 МіБ   | 31 Вт    |
| Celeron           | M 215           | 1    | 512 КіБ | 27 Вт    |
| Celeron           | M 4x0           | 1    | 1 МіБ   | 27 Вт    |
| Celeron           | M 4x3           | 1    | 1 МіБ   | 5,5 Вт   |

## Технічні спеціфікації
Чипи Yonah мають площу кристалу 90 мм2 і складаються з 151 мільйону транзисторів, включаючи 2 МіБ розподіленого кешу L2. Обчислювальне ядро Yonah містить 12 рівнений конвеєр команд і потенційно здатне працювати на максимальних частотах 2,33–2,50 ГГц. Зв'язок між кешем L2 і обома ядрами здійснюється через контролер шини шляхом арбітрування, що дозволило скоротити об'єми трафіку через шину FSB, який потрібен для забезпечення зв'язності кешу. Але з іншого боку, за рахунок цього зросла латентність системи "ядро – кеш L2" з 10 тактових імпульсів (у ядра Dothan Pentium M) до 14 імпульсів. Збільшення тактової частоти ядра зсуває вплив підвищення латентності. В компонентах системи управління енергоспоживанням ядра реалізовано покращений моніторинг температури. Крім того, в них застосовується незалежне масштабування потужності між двома ядрами, що забезпечує дуже ефективне управління енергоспоживанням.
Ядра процесора зв'язані із системним чипсетом через шину FSB, пропускна здатність якої становить від 533 до більш ніж 667 MT/с. Нижчі частоти (533 MT/с) присутні у швидкісних версіях Pentium M та у моделях T2050 і T2250, що також зустрічалися серед OEM систем низької вартості із відсутньою технологією Intel VT-x.
Ядро Yonah підтримується чипсетами 945GM, 945PM, 945GT, 965GM, 965PM, та 965GT. Core Duo та Core Solo використовують Socket M, але через змінене розташування виводів та нові функції чипсета, вони не сумісні із будь-якими попередніми материнськими платами для Pentium M.
Пізніше було представлено модель T2300E, призначену для заміни T2300. В ній було скасовано підтримку технології Intel VT-x. У деяких ранніх специфікаціях Intel, помилково повідомлялося про зменшення теплового пакету (TDP) у 2 рази.

## Переваги та недоліки
Версія Duo процесора Intel Core із ядром Yonah включає в себе два обчислювальних ядра, забезпечуючи при цьому майже таку саму продуктивність на ватт, як у будь-якого попереднього одноядерного процесора Intel. Для пристроїв із батарейним живленням (ноутбуків та ін.) це означає, що вони отримують можливість виконати таку саму кількість обчислювальної роботи від одного заряду батареї, що і в старих комп'ютерах. Однак, аналогічний об'єм обчислень може бути виконаний швидше, оскільки в ситуаціях паралельних обчислень, коли використовуються обидва ядра, процесор Core Duo забезпечує значно більшу пікову обчислювальну швидкість у порівнянні із старими одноядерними процесорами, доступними для мобільних комп'ютерів.
До недоліків процесора Intel Core Duo із ядром Yonah відносяться:
- Така сама, або навіть трохи гірша, продуктивність на ват в однопотокових обчисленнях та у не розпаралелених додатках, порівняно із попереднім процесором Pentium M;
- Тільки 32-бітні процеси. Виконання 64-бітних процесів не підтримується. Їх було реалізовано у наступному процесорі – Intel Core 2;
- Висока латентність пам'яті через відсутність вбудованого у ядро контролеру пам'яті. Крім того, чипсет використовує пам'ять типу DDR2 SDRAM, що додатково погіршує ситуацію;
- Обмежена пропускна здатність математичного співпроцесора для непаралельних обчислень або однопотокових процесів. Це викликано зменшеною кількістю блоків співпроцесора у кожному ядрі, порівняно із деякими старими моделями;

Платформа Yonah здійснює усі транзакції до оперативної пам'яті через північний міст чипсету, що збільшує латентність у порівнянні із платформою AMD Turion. Однак, тестування додатків показує, що підсистема кешу L2 процесора Intel Core працює вельми ефективно, що компенсує латентність основної пам'яті. В результаті, Intel Core на ядрі Yonah інколи здатний перевершувати Turion.
Процесор Sossaman для серверів, що базується на Yonah, також не підтримує інструкції Intel 64. Для серверного ринку це мало серйозні наслідки, оскільки усі основні серверні операційні системи на той час вже підтримували інструкції AMD64 і Microsoft Exchange Server 2007 для роботи потребує 64-бітного процесора.
Відповідно до Mobile Roadmaps за 2005 рік, проект Intel Yonah від самого початку був більше сконцентрований на зменшенні енергоспоживання свого процесора Pentium M, заснованого на архітектурі P6. Енергоспоживання планувалося скоротити на 50%. В цей час Intel продовжувала рекомендувати процесори Mobile Pentium 4 на архітектурі NetBurst для застосування в задачах що потребують значного об'єму обчислень, попри те, що ці процесори мали нижчу енергоефективність і виділяли значно більше тепла. Це тривало допоки проект Yonah не виявився здатним видавати більшу швидкодію зі свого енергоефективного дизайну. Об'єднання у Intel Core Duo двох високоефективних ядер на одному чипі може забезпечити кращу продуктивність у порівнянні із єдиним ядром Mobile Pentium 4, маючи при цьому значно вищу енергоефективність. Intel більше не рекомендує процесори Mobile Pentium 4 до застосування у мобільних пристроях, оскільки вони застаріли.
У липні 2006 року було випущено процесори Intel Core 2, і вже у 2 кварталі 2007 року Intel очікувала перевести на їх виготовлення до 90% свого виробництва мобільних процесорів. Початковий продукт Intel Core із ядром Yonah мав незвично коротку тривалість життя і виявився лише проміжною сходинкою до 64-бітних процесорів Intel Core 2.